# Bolbochromus setosifrons
Bolbochromus setosifrons is een keversoort uit de familie cognackevers (Bolboceratidae). De wetenschappelijke naam van de soort werd in 2019 gepubliceerd door Chun-Lin Li en Chuan-Chan Wang. De soort komt voor op het eiland Leyte in de Filipijnen.